# Lillfjärden (Nederluleå socken, Norrbotten)
Lillfjärden är en sjö i Luleå kommun i Norrbotten och ingår i Altersundets huvudavrinningsområde. Sjön har en area på 0,108 kvadratkilometer och ligger 0 meter över havet.

## Delavrinningsområde
Lillfjärden ingår i det delavrinningsområde (730798-179236) som SMHI kallar för Mynnar i Furufjärden. Medelhöjden är 7 meter över havet och ytan är 4,01 kvadratkilometer. Det finns inga avrinningsområden uppströms utan avrinningsområdet är högsta punkten. Vattendraget som avvattnar avrinningsområdet har biflödesordning 2, vilket innebär att vattnet flödar genom totalt 2 vattendrag innan det når havet efter 4,1 kilometer. Avrinningsområdet består mestadels av skog (34 procent), öppen mark (16 procent) och jordbruk (36 procent). Avrinningsområdet har 0,1 kvadratkilometer vattenytor vilket ger det en sjöprocent på 2,6 procent. Bebyggelsen i området täcker en yta av 0,36 kvadratkilometer eller 9 procent av avrinningsområdet.